# 世界精神保健連盟
世界精神保健連盟（せかいせいしんほけんれんめい、World Federation for Mental Health: WFMH）は、ボランティアや元患者のほか様々な専門家によって構成される国際的な非政府組織（NGO）。国連（UN）や世界保健機構（WHO）と同じ1948年に設立された。世界90か国以上から精神保健分野の専門家、精神保健サービスの利用者、家族、ボランティアなどが参加している。

## 目的
世界精神保健連盟（WFMH）は、以下を目的として活動している。
- 精神障害・気分障害の予防
- 精神障害・気分障害を持つ人々の適切な治療とケア
- メンタルヘルスの促進

世界精神保健連盟（WFMH）は、メンタルヘルスの認識の向上、精神障害の予防、アドボカシー、そしてベストプラクティスの回復に焦点を当てた介入を世界中で促進することを使命としている。

## 国際機関との関係
世界精神保健連盟（WFMH）は、国連（UN）や世界保健機構（WHO）などの国際機関に対する精神保健分野の助言機関としての役割を担い、緊密な協力関係にある。精神科医であった世界保健機構（WHO）の初代局長であるG.ブロックチザムは、世界精神保健連盟（WFMH）の創設メンバーの一人であり、メンタルヘルスの問題について国連と協議できる代表的な組織を設立にすべく取り組んだ。

## 世界メンタルヘルスデーとの関係
世界精神保健連盟（WFMH）が、1992年にメンタルヘルス問題に関する世間の意識を高め、ネガティブなステレオタイプ化に反論し、人々に体験発表の場を与えることを目的として、10月10日を「世界メンタルヘルスデー」と定めた。その後、国連機関の世界保健機構（WHO）も賛同し、正式に国際デーと認められた。
メンタルヘルス問題に関する世間の意識や関心を高め、偏見や社会的スティグマを無くし、正しい知識を普及するため、グリーンのアウェアネス・リボンをシンボルに世界中で啓発活動を実施している。グリーンリボンは国際的なメンタルヘルスのシンボルであり、ピンバッジなどを身につけることで地域社会への支援や連携を表す。
2020年の世界メンタルヘルスデーには、メンタルヘルスの活動家でもあるマレーシア国王の長女、イマン・アフザン・アル・スルタン・アブドラ王女が国際サポーターに着任した。2020年の世界メンタルヘルスデーでは、マレーシアの国王と王妃もグリーンリボンのピンバッジを着用した。